# Experience + Innocence Tour
Experience + Innocence Tour (estilizado como eXPERIENCE + iNNOCENCE Tour) foi uma turnê mundial da banda de rock irlandesa U2, lançada em suporte ao álbum de estúdio do grupo, Songs of Experience (2017), sendo uma turnê sequencial da turnê Innocence + Experience Tour (2015). Compreendendo duas etapas previstas e 59 shows — América do Norte e Europa —, a Experience Tour começou em 2 de maio de 2018 na arena BOK Center, localizado na cidade de Tulsa, nos Estados Unidos; e foi finalizada em 13 de novembro do mesmo ano na Mercedes-Benz Arena, na cidade de Berlim, na Alemanha.

## Antecedentes

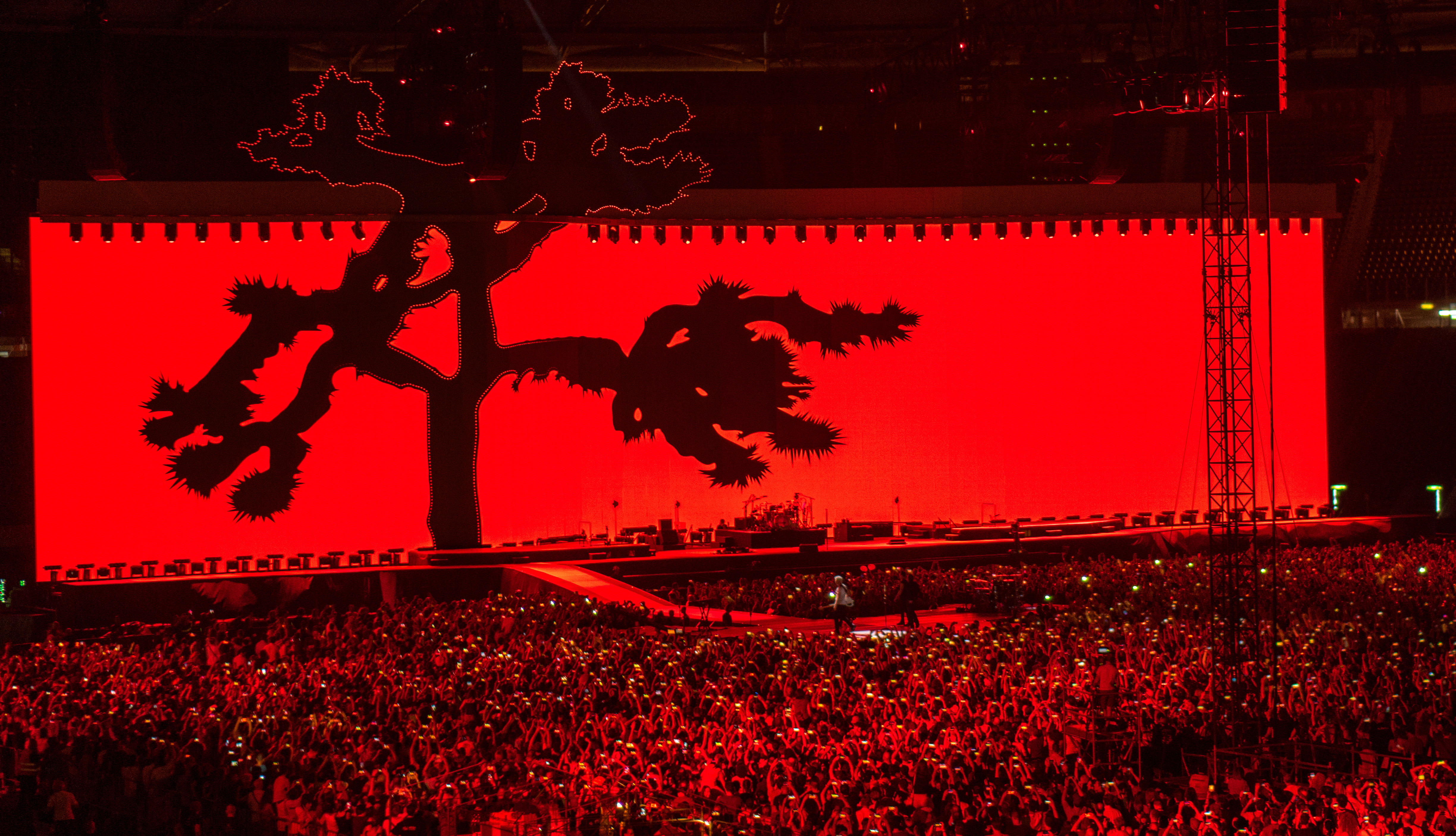
O palco foi projetado para ser baseado no palco original da banda, como um ponto de referência.

O início da turnê do 30º aniversário da The Joshua Tree Tour (2017) concentrou-se no continente da América do Norte, Europa e finalizando na América do Sul. Seus shows foram caracterizados por um palco inspirado no modelo original da The Joshua Tree Tour (1987), com a tela pintada de dourado e uma silhueta prateada da árvore de Josué combinando com o esquema de cores da capa do álbum de The Joshua Tree (1987). O sistema de enquadramento foi usado para construir uma tela de vídeo LED medindo 61 m de largura por 14 m de altura, com uma resolução de 7.200 × 1.560 pixels; o que de acordo com o The Guardian, foi a maior e mais alta resolução de tela de vídeo usada em uma turnê. A digressão que deu suporte aos 30 anos do lançamento de The Joshua Tree finalizou em outubro de 2017, rendendo aproximadamente 317 milhões de dólares, tornando-se a turnê de maior bilheteria daquele ano, e 2,7 milhões de ingressos vendidos. Ainda em 2017, a turnê foi nomeada na categoria de "Best Live Act" da MTV Europe Music Awards. Ganhou a Prémio LOS40 Music de "Turnê do Ano" e de "Melhor Turnê" na iHeartRadio Music Awards 2018.
A banda lançou o álbum Songs of Experience (2017) em dezembro daquele ano, dando suporte à turnê Experience Tour (2018). O álbum recebeu críticas positivas, gerando o seu primeiro single, "You're the Best Thing About Me". Nos Estados Unidos, Experience ocupou a posição de número 1 na Billboard 200. De acordo com a Nielsen SoundScan, cerca de 186 mil unidades foram vendidas na semana de seu lançamento. Deste valor, 180 mil cópias em formas físicas, digitais e serviços streaming foram vendidas. Também foi o maior em número de vendas na categoria de um álbum de rock e o sexto álbum mais vendido de 2017, vendendo 1,3 milhões de cópias.

## Setlistdos concertos

### Etapa 1: América do Norte
| 2 de maio de 2018 (BOK Center, Tulsa) 1. "Love Is All We Have Left" 2. "The Blackout" 3. "Lights of Home" 4. "Beautiful Day" 5. "All Because of You" 6. "I Will Follow" 7. "The Ocean" 8. "Iris (Hold Me Close)" 9. "Cedarwood Road" 10. "Song for Someone" 11. "Sunday Bloody Sunday" 12. "Raised by Wolves" 13. "Until the End of the World" 14. "Hold Me, Thrill Me, Kiss Me, Kill Me" 15. "Vertigo" 16. "Desire" 17. "Acrobat" 18. "You're the Best Thing About Me" 19. "Staring at the Sun" 20. "Pride (In the Name of Love)" 21. "Get Out of Your Own Way" 22. "American Soul" 23. "City of Blinding Lights" Encore: 1. "Who's Gonna Ride Your Wild Horses" 2. "One" 3. "Love Is Bigger Than Anything in Its Way" 4. "13 (There Is a Light)" | 4 de maio de 2018 (Scottrade Center, St. Louis) 1. "Love Is All We Have Left" 2. "The Blackout" 3. "Lights of Home" 4. "Beautiful Day" 5. "I Will Follow" 6. "New Year's Day" 7. "All Because of You" 8. "The Ocean" 9. "Iris (Hold Me Close)" 10. "Cedarwood Road" 11. "Sunday Bloody Sunday" 12. "Until the End of the World" 13. "Elevation" 14. "Vertigo" 15. "Desire" 16. "Acrobat" 17. "You're the Best Thing About Me" 18. "Staring at the Sun" 19. "Pride (In the Name of Love)" 20. "Get Out of Your Own Way" 21. "American Soul" 22. "City of Blinding Lights" Encore: 1. "One" 2. "Love Is Bigger Than Anything in Its Way" 3. "13 (There Is a Light)" |

| 7–8 de maio de 2018 (SAP Center, San José) 1. "Love Is All We Have Left" 2. "The Blackout" 3. "Lights of Home" 4. "Beautiful Day" 5. "I Will Follow" 6. "Gloria" 7. "All Because of You" 8. "The Ocean" 9. "Iris (Hold Me Close)" 10. "Cedarwood Road" 11. "Sunday Bloody Sunday" 12. "Raised By Wolves" 13. "Until the End of the World" 14. "Hold Me, Thrill Me, Kiss Me, Kill Me" 15. "Elevation" 16. "Vertigo" 17. "Desire" 18. "Acrobat" 19. "You're the Best Thing About Me" 20. "Staring at the Sun" 21. "Pride (In The Name Of Love)" 22. "Get Out of Your Own Way" 23. "American Soul" 24. "City of Blinding Lights" Encore: 1. "One" 2. "Love Is Bigger Than Anything in Its Way" 3. "13 (There Is a Light)" | 11–12 de maio de 2018 (T-Mobile Arena, Las Vegas) 1. "Love Is All We Have Left" 2. "The Blackout" 3. "Lights of Home" 4. "Beautiful Day" 5. "I Will Follow" 6. "Gloria" 7. "Red Flag Day" 8. "Iris (Hold Me Close)" 9. "Cedarwood Road" 10. "Sunday Bloody Sunday" 11. "Raised by Wolves" 12. "Until the End of the World" 13. "Elevation" 14. "Vertigo" 15. "Desire" 16. "Acrobat" 17. "You're the Best Thing About Me" 18. "Staring at the Sun" 19. "Pride (In the Name of Love)" 20. "Get Out of Your Own Way" 21. "American Soul" 22. "City of Blinding Lights" Encore: 1. "One" 2. "Love Is Bigger Than Anything in Its Way" 3. "13 (There Is a Light)" |

| 15–16 de maio de 2018 (The Forum, Los Angeles) 1. "Love Is All We Have Left" 2. "The Blackout" 3. "Lights of Home" 4. "I Will Follow" 5. "Red Flag Day" 6. "Gloria" 7. "Beautiful Day" 8. "Iris (Hold Me Close)" 9. "Cedarwood Road" 10. "Sunday Bloody Sunday" 11. "Raised by Wolves" 12. "Until the End of the World" 13. "Elevation" 14. "Vertigo" 15. "Desire" 16. "Acrobat" 17. "You're the Best Thing About Me" 18. "Staring at the Sun" 19. "Pride (In the Name of Love)" 20. "Get Out of Your Own Way" 21. "American Soul" 22. "City of Blinding Lights" Encore: 1. "One" 2. "Love Is Bigger Than Anything in Its Way" 3. "13 (There Is a Light)" | 19 de maio de 2018 (CenturyLink Center, Omaha) 1. "Love Is All We Have Left" 2. "The Blackout" 3. "Lights of Home" 4. "I Will Follow" 5. "Gloria" 6. "Beautiful Day" 7. "The Ocean" 8. "Iris (Hold Me Close)" 9. "Cedarwood Road" 10. "Sunday Bloody Sunday 11. "Until the End of the World" 12. "Elevation" 13. "Vertigo" 14. "Desire" 15. "Acrobat" 16. "You're the Best Thing About Me" 17. "Staring at the Sun" 18. "Pride (In the Name of Love)" 19. "Get Out of Your Own Way" 20. "American Soul" 21. "City of Blinding Lights" Encore: 1. "One" 2. "Love Is Bigger Than Anything in Its Way" 3. "13 (There Is a Light)" |

| 22–23 de maio de 2018 (United Center, Chicago) 1. "Love Is All We Have Left" 2. "The Blackout" 3. "Lights of Home" 4. "I Will Follow" 5. "Gloria" 6. "Beautiful Day" 7. "The Ocean" 8. "Iris (Hold Me Close)" 9. "Cedarwood Road" 10. "Sunday Bloody Sunday" 11. "Until the End of the World" 12. "Elevation" 13. "Vertigo" 14. "Desire" 15. "Acrobat" 16. "You're the Best Thing About Me" 17. "Staring at the Sun" 18. "Pride (In the Name of Love)" 19. "Get Out of Your Own Way" 20. "American Soul" 21. "City of Blinding Lights" Encore: 1. "One" 2. "Love Is Bigger Than Anything in Its Way" 3. "13 (There Is a Light)" | 26 de maio de 2018 (Bridgestone Arena, Nashville) 1. "Love Is All We Have Left" 2. "The Blackout" 3. "Lights of Home" 4. "I Will Follow" 5. "Gloria" 6. "Beautiful Day" 7. "The Ocean" 8. "Iris (Hold Me Close)" 9. "Cedarwood Road" 10. "Sunday Bloody Sunday" 11. "Until the End of the World" 12. "Elevation" 13. "Vertigo" 14. "Desire" 15. "Acrobat" 16. "You're the Best Thing About Me" 17. "Staring at the Sun" 18. "Pride (In the Name of Love)" 19. "Get Out of Your Own Way" 20. "American Soul" 21. "City of Blinding Lights" Encore: 1. "One" 2. "Love Is Bigger Than Anything in Its Way" 3. "13 (There Is a Light)" |

| 28 de maio de 2018 (Infinite Energy Arena, Atlanta) 1. "Love Is All We Have Left" 2. "The Blackout" 3. "Lights of Home" 4. "I Will Follow" 5. "Gloria" 6. "Beautiful Day" 7. "The Ocean" 8. "Iris (Hold Me Close)" 9. "Cedarwood Road" 10. "Sunday Bloody Sunday" 11. "Until the End of the World" 12. "Elevation" 13. "Vertigo" 14. "Desire" 15. "Acrobat" 16. "You're the Best Thing About Me" 17. "Staring at the Sun" 18. "Pride (In the Name of Love)" 19. "Get Out of Your Own Way" 20. "American Soul" 21. "City of Blinding Lights" Encore: 1. "One" 2. "Love Is Bigger Than Anything in Its Way" 3. "13 (There Is a Light)" | 5–6 de junho de 2018 (Bell Centre, Montreal) 1. "Love Is All We Have Left" 2. "The Blackout" 3. "Lights of Home" 4. "I Will Follow" 5. "Gloria" 6. "Beautiful Day" 7. "The Ocean" 8. "Iris (Hold Me Close)" 9. "Cedarwood Road" 10. "Sunday Bloody Sunday" 11. "Until the End of the World" 12. "Elevation" 13. "Vertigo" 14. "Desire" 15. "Acrobat" 16. "You're the Best Thing About Me" 17. "Staring at the Sun" 18. "Pride (In the Name of Love)" 19. "Get Out of Your Own Way" 20. "American Soul" 21. "City of Blinding Lights" Encore:' 1. "One" 2. "Love Is Bigger Than Anything in Its Way" 3. "13 (There Is a Light)" |

| 9 de junho de 2018 (Nassau Veterans Memorial Coliseum, Uniondale) 1. "Love Is All We Have Left" 2. "The Blackout" 3. "Lights of Home" 4. "I Will Follow" 5. "The Electric Co." 6. "Beautiful Day" 7. "The Ocean" 8. "Iris (Hold Me Close)" 9. "Cedarwood Road" 10. "Sunday Bloody Sunday" 11. "Until the End of the World" 12. "Elevation" 13. "Vertigo" 14. "Desire" 15. "Acrobat" 16. "You're the Best Thing About Me" 17. "Staring at the Sun" 18. "Pride (In the Name of Love)" 19. "Get Out of Your Own Way" 20. "American Soul" 21. "City of Blinding Lights" Encore: 1. "One" 2. "Love Is Bigger Than Anything in Its Way" 3. "13 (There Is a Light)" | 11 de junho de 2018 (Apollo Theatre, Nova York) 1. "I Will Follow" 2. "The Electric Co." 3. "Out of Control" 4. "Red Flag Day" 5. "All Because of You" 6. "Vertigo" 7. "Elevation" 8. "Beautiful Day" 9. "Pride (In the Name of Love)" 10. "Get Out of Your Own Way" 11. "American Soul" Encore 1: 1. "Angel of Harlem" 2. "Desire" 3. "When Love Comes to Town" 4. "Stuck in a Moment You Can't Get Out Of" Encore 2: 1. "Every Breaking Wave" 2. "Who's Gonna Ride Your Wild Horses" 3. "Love Is Bigger Than Anything in Its Way" |

| 13–14 de junho de 2018 (Wells Fargo Center, Filadélfia) 1. "Love Is All We Have Left" 2. "The Blackout" 3. "Lights of Home" 4. "I Will Follow" 5. "Gloria" 6. "Beautiful Day" 7. "The Ocean" 8. "Iris (Hold Me Close)" 9. "Cedarwood Road" 10. "Sunday Bloody Sunday" 11. "Until the End of the World" 12. "Elevation" 13. "Vertigo" 14. "Desire" 15. "Acrobat" 16. "You're the Best Thing About Me" 17. "Staring at the Sun" 18. "Pride (In the Name of Love)" 19. "Get Out of Your Own Way" 20. "American Soul" 21. "City of Blinding Lights" Encore: 1. "One" 2. "Love Is Bigger Than Anything in Its Way" 3. "13 (There Is a Light)" | 17–18 de junho de 2018 (Capital One Arena, Washington) 1. "Love Is All We Have Left" 2. "The Blackout" 3. "Lights of Home" 4. "I Will Follow" 5. "Gloria" 6. "Beautiful Day" 7. "The Ocean" 8. "Iris (Hold Me Close)" 9. "Cedarwood Road" 10. "Sunday Bloody Sunday" 11. "Until the End of the World" 12. "Elevation" 13. "Vertigo" 14. "Desire" 15. "Acrobat" 16. "You're the Best Thing About Me" 17. "Staring at the Sun" 18. "Pride (In the Name of Love)" 19. "Get Out of Your Own Way" 20. "American Soul" 21. "City of Blinding Lights" Encore: 1. "One 2. "Love Is Bigger Than Anything in Its Way" 3. "13 (There Is a Light)" |

| 21–22 de junho de 2018 (TD Garden, Boston) 1. "Love Is All We Have Left" 2. "The Blackout" 3. "Lights of Home" 4. "I Will Follow" 5. "Gloria" 6. "Beautiful Day" 7. "The Ocean" 8. "Iris (Hold Me Close)" 9. "Cedarwood Road" 10. "Sunday Bloody Sunday" 11. "Until the End of the World" 12. "Elevation" 13. "Vertigo" 14. "Desire" 15. "Acrobat" 16. "You're the Best Thing About Me" 17. "Staring at the Sun" 18. "Pride (In the Name of Love)" 19. "Get Out of Your Own Way" 20. "American Soul" 21. "City of Blinding Lights" Encore: 1. "One" 2. "Love Is Bigger Than Anything in Its Way" 3. "13 (There Is a Light)" | 25–26 de junho de 2018 (Madison Square Garden, Nova York) 1. "Love Is All We Have Left" 2. "The Blackout" 3. "Lights of Home" 4. "I Will Follow" 5. "All Because of You" 6. "Beautiful Day" 7. "The Ocean" 8. "Iris (Hold Me Close)" 9. "Cedarwood Road" 10. "Sunday Bloody Sunday" 11. "Until the End of the World" 12. "Elevation" 13. "Vertigo" 14. "Desire" 15. "Acrobat" 16. "You're the Best Thing About Me" 17. "Staring at The Sun" 18. "Pride (In the Name of Love)" 19. "Get Out of Your Own Way" 20. "American Soul" 21. "City of Blinding Lights" Encore: 1. "One" 2. "Love Is Bigger Than Anything in Its Way" 3. "13 (There Is a Light)" |

| 29 de junho de 2018 (Prudential Center, Newark) 1. "Love Is All We Have Left" 2. "The Blackout" 3. "Lights of Home" 4. "I Will Follow" 5. "All Because of You" 6. "Beautiful Day" 7. "The Ocean" 8. "Iris (Hold Me Close)" 9. "Cedarwood Road" 10. "Sunday Bloody Sunday" 11. "Until the End of the World" 12. "Elevation" 13. "Vertigo" 14. "Desire" 15. "Acrobat" 16. "You're the Best Thing About Me" 17. "Staring at the Sun" 18. "Pride (In the Name of Love)" 19. "Get Out of Your Own Way" 20. "American Soul" 21. "City of Blinding Lights" Encore: 1. "One" 2. "Love Is Bigger Than Anything in Its Way" 3. "13 (There Is a Light)" | 1º de julho de 2018 (Madison Square Garden, Nova York) 1. "Love Is All We Have Left" 2. "The Blackout" 3. "Lights of Home" 4. "I Will Follow" 5. "All Because of You" 6. "Beautiful Day" 7. "The Ocean" 8. "Iris (Hold Me Close)" 9. "Cedarwood Road" 10. "Sunday Bloody Sunday" 11. "Until the End of the World" 12. "Elevation" 13. "Vertigo" 14. "Desire" 15. "Acrobat" 16. "You're the Best Thing About Me" 17. "Staring at The Sun" 18. "Pride (In the Name of Love)" 19. "Get Out of Your Own Way" 20. "American Soul" 21. "City of Blinding Lights" Encore: 1. "One" 2. "Love Is Bigger Than Anything in Its Way" 3. "13 (There Is a Light)" |

| 3 de julho de 2018 (Mohegan Sun, Uncasville) 1. "Love Is All We Have Left" 2. "The Blackout" 3. "Lights of Home" 4. "I Will Follow" 5. "Gloria" 6. "Beautiful Day" 7. "The Ocean" 8. "Iris (Hold Me Close)" 9. "Cedarwood Road" 10. "Sunday Bloody Sunday" 11. "Until the End of the World" 12. "Elevation" 13. "Vertigo" 14. "Desire" 15. "Acrobat" 16. "You're the Best Thing About Me" 17. "Staring at the Sun" 18. "Pride (In the Name of Love)" 19. "Get Out of Your Own Way" 20. "American Soul" 21. "City of Blinding Lights" Encore: 1. "One" 2. "Love Is Bigger Than Anything in Its Way" 3. "13 (There Is a Light)" |

### Etapa 2: Europa
| 31 de agosto de 2018 (Mercedes-Benz Arena, Berlim) 1. "The Blackout" 2. "Lights of Home" 3. "I Will Follow" 4. "Red Flag Day" 5. "Beautiful Day" 6. "The Ocean" 7. "Iris (Hold Me Close)" 8. "Cedarwood Road" 9. "Sunday Bloody Sunday" 10. "Until the End of the World" 11. "Elevation" 12. "Vertigo" 13. "Even Better Than the Real Thing" 14. "Acrobat" 15. "You're the Best Thing About Me" 16. "Summer of Love" 17. "Pride (In the Name of Love)" 18. "Get Out of Your Own Way" 19. "New Year's Day" 20. "City of Blinding Lights" Encore: 1. "One" 2. "Love Is Bigger Than Anything in Its Way" 3. "13 (There Is a Light)" | 4–5 de setembro de 2018 (Lanxess Arena, Cologne) 1. "The Blackout" 2. "Lights of Home" 3. "I Will Follow" 4. "Red Flag Day" 5. "Beautiful Day" 6. "The Ocean" 7. "Iris (Hold Me Close)" 8. "Cedarwood Road" 9. "Sunday Bloody Sunday" 10. "Until the End of the World" 11. "Elevation" 12. "Vertigo" 13. "Even Better Than the Real Thing" 14. "Acrobat" 15. "You're the Best Thing About Me" 16. "Summer of Love" 17. "Pride (In the Name of Love)" 18. "Get Out of Your Own Way" 19. "New Year's Day" 20. "City of Blinding Lights" Encore: 1. "One" 2. "Love Is Bigger Than Anything in Its Way" 3. "13 (There Is a Light)" |

| 8,9–12,13 de setembro de 2018 (AccorHotels Arena, Paris) 1. "The Blackout" 2. "Lights of Home" 3. "I Will Follow" 4. "Red Flag Day" 5. "Beautiful Day" 6. "The Ocean" 7. "Iris (Hold Me Close)" 8. "Cedarwood Road" 9. "Sunday Bloody Sunday" 10. "Until the End of the World" 11. "Elevation" 12. "Vertigo" 13. "Even Better Than the Real Thing" 14. "Acrobat" 15. "You're the Best Thing About Me" 16. "Summer of Love" 17. "Pride (In the Name of Love)" 18. "Get Out of Your Own Way" 19. "New Year's Day" 20. "City of Blinding Lights" Encore: 1. "One" 2. "Love Is Bigger Than Anything in Its Way" 3. "13 (There Is a Light)" | 16–17 de setembro de 2018 (Altice Arena, Lisboa) 1. "The Blackout" 2. "Lights of Home" 3. "I Will Follow" 4. "Red Flag Day" 5. "Beautiful Day" 6. "The Ocean" 7. "Iris (Hold Me Close)" 8. "Cedarwood Road" 9. "Sunday Bloody Sunday" 10. "Until the End of the World" 11. "Elevation" 12. "Vertigo" 13. "Even Better Than the Real Thing" 14. "Acrobat" 15. "You're the Best Thing About Me" 16. "Summer of Love" 17. "Pride (In the Name of Love)" 18. "Get Out of Your Own Way" 19. "New Year's Day" 20. "City of Blinding Lights" Encore: 1. "One" 2. "Love Is Bigger Than Anything in Its Way" 3. "13 (There Is a Light)" |

| 20–21 de setembro de 2018 (WiZink Center, Madrid) 1. "The Blackout" 2. "Lights of Home" 3. "I Will Follow" 4. "Red Flag Day" 5. "Beautiful Day" 6. "The Ocean" 7. "Iris (Hold Me Close)" 8. "Cedarwood Road" 9. "Sunday Bloody Sunday" 10. "Until the End of the World" 11. "Elevation" 12. "Vertigo" 13. "Even Better Than the Real Thing" 14. "Acrobat" 15. "You're the Best Thing About Me" 16. "Summer of Love" 17. "Pride (In the Name of Love)" 18. "Get Out of Your Own Way" 19. "New Year's Day" 20. "City of Blinding Lights" Encore: 1. "Spanish Eyes" 2. "One" 3. "Love Is Bigger Than Anything in Its Way" 4. "13 (There Is a Light)" | 29–30 de setembro de 2018 (Royal Arena, Copenhague) 1. "The Blackout" 2. "Lights of Home" 3. "I Will Follow" 4. "All Because of You" 5. "Beautiful Day" 6. "The Unforgettable Fire" 7. "Stay (Faraway, So Close!)" 8. "Who's Gonna Ride Your Wild Horses" 9. "Elevation" 10. "Vertigo" 11. "Even Better Than the Real Thing" 12. "Acrobat" 13. "You're the Best Thing About Me" 14. "Summer of Love" 15. "Pride (In the Name of Love)" 16. "Get Out of Your Own Way" 17. "New Year's Day" 18. "City of Blinding Lights" Encore: 1. "One" 2. "Love Is Bigger Than Anything in Its Way" 3. "13 (There Is a Light)" |

| 3–4 de outubro de 2018 (Barclaycard Arena, Hamburgo) 1. "The Blackout" 2. "Lights of Home" 3. "I Will Follow" 4. "Red Flag Day" 5. "Beautiful Day" 6. "Zoo Station" 7. "Stay (Faraway, So Close!)" 8. "Who's Gonna Ride Your Wild Horses" 9. "Elevation" 10. "Vertigo" 11. "Even Better Than the Real Thing" 12. "Acrobat" 13. "You're the Best Thing About Me" 14. "Summer of Love" 15. "Pride (In the Name of Love)" 16. "Get Out of Your Own Way" 17. "New Year's Day" 18. "City of Blinding Lights" Encore: 1. "One" 2. "Love Is Bigger Than Anything in Its Way" 3. "13 (There Is a Light)" |

## Lista de datas
| Etapa 1: América do Norte | Etapa 1: América do Norte         | Etapa 1: América do Norte | Etapa 1: América do Norte | Etapa 1: América do Norte | Etapa 1: América do Norte |
| Data                      | Local                             | Cidade                    | País                      | Público                   | Receita (em dólares)      |
| ------------------------- | --------------------------------- | ------------------------- | ------------------------- | ------------------------- | ------------------------- |
| 2 de maio de 2018         | BOK Center                        | Tulsa                     | Estados Unidos            | 16.570 / 16.570           | 2.188.948,00              |
| 4 de maio de 2018         | Scottrade Center                  | St. Louis                 | Estados Unidos            | 16.300 / 16.300           | 2.001.462,00              |
| 7 de maio de 2018         | SAP Center                        | San José                  | Estados Unidos            | 28.579 / 28.579           | 3.703.304,00              |
| 8 de maio de 2018         | SAP Center                        | San José                  | Estados Unidos            | 28.579 / 28.579           | 3.703.304,00              |
| 11 de maio de 2018        | T-Mobile Arena                    | Las Vegas                 | Estados Unidos            | 30.776 / 30.776           | 5.104.662,00              |
| 12 de maio de 2018        | T-Mobile Arena                    | Las Vegas                 | Estados Unidos            | 30.776 / 30.776           | 5.104.662,00              |
| 15 de maio de 2018        | The Forum                         | Inglewood                 | Estados Unidos            | 32.163 / 32.163           | 4.432.426,00              |
| 16 de maio de 2018        | The Forum                         | Inglewood                 | Estados Unidos            | 32.163 / 32.163           | 4.432.426,00              |
| 19 de maio de 2018        | CenturyLink Center Omaha          | Omaha                     | Estados Unidos            | 14.742 / 14.742           | 1.735.259,00              |
| 22 de maio de 2018        | United Center                     | Chicago                   | Estados Unidos            | 32.463 / 32.463           | 4.135.008,00              |
| 23 de maio de 2018        | United Center                     | Chicago                   | Estados Unidos            | 32.463 / 32.463           | 4.135.008,00              |
| 26 de maio de 2018        | Bridgestone Arena                 | Nashville                 | Estados Unidos            | 16.717 / 16.717           | 2.700.706,00              |
| 28 de maio de 2018        | Infinite Energy Arena             | Atlanta                   | Estados Unidos            | 12.982 / 12.982           | 2.420.795,00              |
| 5 de junho de 2018        | Centre Bell                       | Montreal                  | Canadá                    | 42.974 / 42.974           | 4.580.121,00              |
| 6 de junho de 2018        | Centre Bell                       | Montreal                  | Canadá                    | 42.974 / 42.974           | 4.580.121,00              |
| 9 de junho de 2018        | Nassau Veterans Memorial Coliseum | Uniondale                 | Estados Unidos            | 14.629 / 14.629           | 2.260.713,00              |
| 11 de junho de 2018[a]    | Apollo Theater                    | Nova York                 | Estados Unidos            | 1.500                     | N/A                       |
| 13 de junho de 2018       | Wells Fargo Center                | Filadélfia                | Estados Unidos            | 31.238 / 31.238           | 3.549.210,00              |
| 14 de junho de 2018       | Wells Fargo Center                | Filadélfia                | Estados Unidos            | 31.238 / 31.238           | 3.549.210,00              |
| 17 de junho de 2018       | Capital One Arena                 | Washington, D.C.          | Estados Unidos            | 32.053 / 32.053           | 4.319.994,00              |
| 18 de junho de 2018       | Capital One Arena                 | Washington, D.C.          | Estados Unidos            | 32.053 / 32.053           | 4.319.994,00              |
| 21 de junho de 2018       | TD Garden                         | Boston                    | Estados Unidos            | 35.139 / 35.139           | 5.539.769,00              |
| 22 de junho de 2018       | TD Garden                         | Boston                    | Estados Unidos            | 35.139 / 35.139           | 5.539.769,00              |
| 25 de junho de 2018       | Madison Square Garden             | Nova York                 | Estados Unidos            | 27.787 / 27.787           | 4.352.836,50              |
| 26 de junho de 2018       | Madison Square Garden             | Nova York                 | Estados Unidos            | 27.787 / 27.787           | 4.352.836,50              |
| 29 de junho de 2018       | Prudential Center                 | Newark                    | Estados Unidos            | 16.612 / 16.612           | 2.523.388,00              |
| 1º de julho de 2018       | Madison Square Garden             | Nova York                 | Estados Unidos            | 18.525 /18.525            | 2.901.891,00              |
| 3 de julho de 2018        | Mohegan Sun Arena                 | Uncasville                | Estados Unidos            | 8.557 / 8.557             | 1.594.446,00              |
| Etapa 2: Europa           |                                   |                           |                           |                           |                           |
| Data                      | Local                             | Cidade                    | País                      | Público                   | Receita (em dólares)      |
| 31 de agosto de 2018      | Mercedes-Benz Arena               | Berlim                    | Alemanha                  | 29.260 / 29.260           | 3.844.620,00              |
| 1º de setembro de 2018[b] | Mercedes-Benz Arena               | Berlim                    | Alemanha                  | 29.260 / 29.260           | 3.844.620,00              |
| 4 de setembro de 2018     | Lanxess Arena                     | Colônia                   | Alemanha                  | 34.822 / 34.844           | 4.423.431,00              |
| 5 de setembro de 2018     | Lanxess Arena                     | Colônia                   | Alemanha                  | 34.822 / 34.844           | 4.423.431,00              |
| 8 de setembro de 2018     | AccorHotels Arena                 | Paris                     | França                    | 72.412 / 72.412           | 9.421.781,00              |
| 9 de setembro de 2018     | AccorHotels Arena                 | Paris                     | França                    | 72.412 / 72.412           | 9.421.781,00              |
| 12 de setembro de 2018    | AccorHotels Arena                 | Paris                     | França                    | 72.412 / 72.412           | 9.421.781,00              |
| 13 de setembro de 2018    | AccorHotels Arena                 | Paris                     | França                    | 72.412 / 72.412           | 9.421.781,00              |
| 16 de setembro de 2018    | Altice Arena                      | Lisboa                    | Portugal                  | 37.518 / 37.518           | 4.279.811,00              |
| 17 de setembro de 2018    | Altice Arena                      | Lisboa                    | Portugal                  | 37.518 / 37.518           | 4.279.811,00              |
| 20 de setembro de 2018    | WiZink Center                     | Madrid                    | Espanha                   | 30.248 / 30.248           | 3.888.306,00              |
| 21 de setembro de 2018    | WiZink Center                     | Madrid                    | Espanha                   | 30.248 / 30.248           | 3.888.306,00              |
| 29 de setembro de 2018    | Royal Arena                       | Copenhague                | Dinamarca                 | 31.012 / 31.012           | 4.219.513,00              |
| 30 de setembro de 2018    | Royal Arena                       | Copenhague                | Dinamarca                 | 31.012 / 31.012           | 4.219.513,00              |
| 3 de outubro de 2018      | Barclaycard Arena                 | Hamburgo                  | Alemanha                  | 27.190 / 27.190           | 3.568.595,00              |
| 4 de outubro de 2018      | Barclaycard Arena                 | Hamburgo                  | Alemanha                  | 27.190 / 27.190           | 3.568.595,00              |
| 7 de outubro de 2018      | Ziggo Dome                        | Amsterdã                  | Holanda                   | 33.542 / 33.542           | 4.300.638,00              |
| 8 de outubro de 2018      | Ziggo Dome                        | Amsterdã                  | Holanda                   | 33.542 / 33.542           | 4.300.638,00              |
| 11 de outubro de 2018     | Mediolanum Forum                  | Milão                     | Itália                    | 50.660 / 50.660           | 7.051.462,00              |
| 12 de outubro de 2018     | Mediolanum Forum                  | Milão                     | Itália                    | 50.660 / 50.660           | 7.051.462,00              |
| 15 de outubro de 2018     | Mediolanum Forum                  | Milão                     | Itália                    | 50.660 / 50.660           | 7.051.462,00              |
| 16 de outubro de 2018     | Mediolanum Forum                  | Milão                     | Itália                    | 50.660 / 50.660           | 7.051.462,00              |
| 19 de outubro de 2018     | Manchester Arena                  | Manchester                | Inglaterra                | 36.850 / 36.850           | 4.923.501,00              |
| 20 de outubro de 2018     | Manchester Arena                  | Manchester                | Inglaterra                | 36.850 / 36.850           | 4.923.501,00              |
| 23 de outubro de 2018     | The O2 Arena                      | Londres                   | Inglaterra                | 36.632 / 36.632           | 5.255.512,00              |
| 24 de outubro de 2018     | The O2 Arena                      | Londres                   | Inglaterra                | 36.632 / 36.632           | 5.255.512,00              |
| 27 de outubro de 2018     | SSE Arena                         | Belfast                   | Irlanda do Norte          | 18.996 / 18.996           | 2.521.846,00              |
| 28 de outubro de 2018     | SSE Arena                         | Belfast                   | Irlanda do Norte          | 18.996 / 18.996           | 2.521.846,00              |
| 5 de novembro de 2018     | 3Arena                            | Dublin                    | Irlanda                   | N/A                       | N/A                       |
| 6 de novembro de 2018     | 3Arena                            | Dublin                    | Irlanda                   | N/A                       | N/A                       |
| 9 de novembro de 2018     | 3Arena                            | Dublin                    | Irlanda                   | N/A                       | N/A                       |
| 10 de novembro de 2018    | 3Arena                            | Dublin                    | Irlanda                   | N/A                       | N/A                       |
| 13 de novembro de 2018[c] | Mercedes-Benz Arena               | Berlim                    | Alemanha                  | N/A                       | N/A                       |
| Total                     | Total                             | Total                     | Total                     | 877.211 / 877.233         | 119.203.900,00            |

Notas
- ↑[a]  O show em 11 de junho de 2018 em Nova York, foi um concerto particular no Apollo Theater.
- ↑[b]  Durante a realização do concerto da banda em Berlim, no dia 1º de setembro de 2018, o vocalista Bono perdeu a voz depois de cantar as 4 canções iniciais e, consequentemente, tendo que cancelar o show.
- ↑[c]  Devido aos problemas vocais por parte do vocalista, o concerto do dia 1º de setembro foi reagendado para o dia 13 de novembro de 2018.